# Анн I де Монморансі
Анн I де Монморансі (фр. Anne de Montmorency; 15 березня 1493 — 12 листопада 1567) — французький військовий та державний діяч, маршал, пер Франції.

## Життєпис

### Молоді роки
Походив з аристократичного роду Монморансі, який був впливовим у Лангедоку. Син Гійома де Монморансі, французького генерала. Хресною матір'ю була королева Ганна Бретонська. На її честь отримав своє ім'я. Виховувався разом з Франсуа Ангулемським (майбутнім королем) у замку Амбуаз. З цього моменту вони стали друзями.

### За Франциска I
Після того, як Франсуа Ангулемський став королем Франциском I кар'єра Монморансі стала стрімко зростати. Він брав участь у битвах при Мариньяно у 1515 році, при Бікокке у 1522 році. У 1522 році отримав звання маршала. У 1525 році був учасником битви при Павії, разом із королем потрапив до іспанського полону, де перебував до 1526 року. Брав участь в укладанні Мадридської угоди 1526 року.
У 1531 році сприяв укладанню договору з папою римським Климентом VII щодо одруження Катерини Медичі з Генріхом Орлеанським, майбутнім королем Генріхом II. У 1533 році виконував обов'язки батька Катерини під час її весілля з Генріхом.
У 1537 році успішно діяв проти іспанських військ на півночі Франції, де вдалося здобути важливе місто Еден. У 1538 році його було призначено конетаблем Франції. Поступово став схилятися до думки про необхідність союзу з Іспанією. Переконав короля Франциска I щодо необхідності початку перемовин з імператором Карлом V. Внаслідок цього було укладено тимчасовий мир. У 1540 році за пропозицією Монморансі французький король урочисто зустрів імператора в Парижі, а також відмовився підтримувати нідерландських заколотників. Втім пропозиції Карла V приголомшили Франциска I — в обмін на частину Нідерландів пропонувалося відмовитися від будь-яких володінь в Італії. Це було неприйнятно для Франції. Тому Франциск I відсторонив Монморансі від усіх посад та заборонив з'являтися при дворі.

### За Генріха II
Анн де Монморансі повернувся до королівського двору після вступу на трон Генріха II у 1547 році. З цього моменту став найближчим та найвпливовішим радником, багато в чому сприяв королівській коханці Діані де Пуатьє. У 1548 році придушив повстання у Бордо. У 1550 році брав участь в укладанні Булонської угоди з Англією. У 1551 році отримав титул герцога та звання пера Франції. У 1552 році захопив міста Мец, Туль Верден, завдавши поразки імперській армії. Водночас намітилося протистояння з родиною Гізів, яка наполягала на продовження війни до перемоги на відміну від Монморансі, який схилявся до миру з Іспанією. Тим не менше у 1556 році конетабль вміло діяв проти іспанських та імператорських військ, що змусил останніх відступити з території Франції. 5 лютого цього року у Воселі було укладено перемир'я.
У 1557 році розпочався новий етап війни. Монморансі зазнав поразки при Сен-Кантені й потрапив у полон. Перебуваючи у полоні тиснув на короля, щоб той погодився замиритися з Іспанією на будь-яких умовах. Зрештою у 1559 році було укладено Като-Камбрезький мирний договір.

### Останні роки
Після повернення до Франції й смерті Генріха II змушений був поступитися владою Гізам, родичам нового короля Франциска II. Після смерті останнього повернувся до Парижа. В умовах посилення гугенотів 7 квітня 1761 року уклав угоду з Франсуа де Гізом та маршалом Сант-Андре щодо спільних дій на захист католицизму. Відтоді Монморансі знову став одним з найвпливовіших людей у Франції: фактично керував усіма військами королівства. Був прихильником суворих заходів щодо кальвіністів (гугенотів). Вітав різанину у Вассі. У 1562 році разом з Франсуа де Гізом завдав поразки гугенотам у битві при Дре. У 1567 році знову розбив армію протестантів у битві при Сен-Дені, але був смертельно поранений. Королівський лікар Амбуаз Паре нічого вже не міг зробити. Помер 12 листопада 1567 року.

## Родина
Дружина — Мадлен (1510—1586), донька Рене Савойського.
Діти:
- Елеонора (1528—1556)
- Жанна (1528—1596)
- Ганна (1529—1588), абатиса монастиря Трійці в Кані
- Франсуа (1530—1579), 2-й герцог де Монморансі
- Катерина (1532—д/н)
- Анрі (1534—1614), 3-й герцог де Монморансі
- Луїза (1535—д/н)
- Шарль (1537—1612), сеньйор де Мерю, герцог де Дамвіль
- Мадлен (1537—1598), абатиса монастиря Трійці в Кані після своєї сестри Ганни
- Габріель (1541—1562)
- Гійом (1544—1593), сеньйор де Торе
- Марія де Монморансі (1546—д/н)

## В культуре
- Монморансі є одним із героїв роману Олександра Дюма «Дві Діани».
- У телесеріалі «Королева змій» (2022-2024) роль Монморансі виконали Баррі Атсма (1 сезон) та Олександр Віллом (2 сезон).